# لويجي كوزي
لويجي كوزي (بالإيطالية: Luigi Cozzi) (و. 1947  م) هو مخرج أفلام، وكاتب سيناريو، وكاتب، وكاتب خيال علمي إيطالي، ولد في بوستو أرسيتسيو.

## وصلات خارجية
- لويجي كوزي على موقع IMDb (الإنجليزية)
- لويجي كوزي على موقع ألو سيني (الفرنسية)
- لويجي كوزي على موقع أول موفي (الإنجليزية)
- لويجي كوزي على موقع قاعدة بيانات الأفلام السويدية (السويدية)
- لويجي كوزي على موقع قاعدة بيانات الفيلم (الإنجليزية)
- لويجي كوزي على موقع كينوبويسك (الروسية)